# 齊榮顯
齐荣显（？—1270年），字仁卿，蒙古帝国将领，聊城（今山东聊城市）人。金朝同知山东西路兵马都总管齐旺之子。
齐荣显九岁，代父齐旺在金朝担任千户。后来跟随岳父严实归附蒙古铁木真。跟随察罕攻南宋濠州，屡立战功，所向披靡。进克五河口，升权行军万户，镇守宿州。他堕马伤股，改任提领本路课税，又改任本路诸军镇抚，兼提控经历司。跟随严实入朝，授东平路总管府参议，兼领博州防御使。元世祖中统元年（1260年），因侍亲告老归乡。十年后去世。